# Snežnik - Pivka
Snežnik - Pivka este o arie protejată (arie de protecție specială avifaunistică — SPA) din Slovenia întinsă pe o suprafață de 54.929,26 ha, integral pe uscat.

## Localizare
Centrul sitului Snežnik - Pivka este situat la coordonatele 45°37′38″N 14°22′16″E / 45.6271°N 14.3712°E.

## Înființare
Situl Snežnik - Pivka a fost declarat arie de protecție specială avifaunistică în aprilie 2004 pentru a proteja 33 de specii de animale.

## Biodiversitate
Situată în ecoregiunile alpină și continentală, aria protejată nu include niciun habitat protejat.
La baza desemnării sitului se află mai multe specii protejate de  păsări (33): minunița (Aegolius funereus), ciocârlie-de-câmp (Alauda arvensis), potârnichea de stâncă (Alectoris graeca), fâsă-de-câmp (Anthus campestris), acvilă de munte (Aquila chrysaetos), cocoșul de mesteacăn (Bonasa bonasia), buha (Bubo bubo), caprimulg (Caprimulgus europaeus), barză neagră (Ciconia nigra), șerpar (Circaetus gallicus), erete de stuf (Circus aeruginosus), erete cenușiu (Circus pygargus), prepeliță (Coturnix coturnix), cristeiul de câmp (Crex crex), ciocănitoare cu spate alb (Dendrocopos leucotos), ciocănitoare neagră (Dryocopus martius), presură sură (Emberiza calandra), șoim călător (Falco peregrinus), ciuvică (Glaucidium passerinum), vulturul pleșuv sur (Gyps fulvus), sfrâncioc roșiatic (Lanius collurio), ciocârlie de pădure (Lullula arborea), mierlă de piatră (Monticola saxatilis), ciuf-pitic (Otus scops), viespar (Pernis apivorus), ciocănitoare de munte (Picoides tridactylus), ciocănitoare verzuie (Picus canus), cresteț cenușiu (Porzana parva), mărăcinar (Saxicola rubetra), huhurezul mic (Strix uralensis), silvie porumbacă (Sylvia nisoria),  cocoș de munte (Tetrao urogallus), pupăză (Upupa epops).